# Francis Maitland Balfour
Francis Maitland Balfour ( * Edimburgo , 10 de noviembre de 1851 - 19 de julio de 1882 ) fue un biólogo y embriólogo escocés . 

## Biografía
Hermano menor del político Arthur Balfour, Francis Balfour nació en Edimburgo, Escocia. Balfour estudió Ciencias naturales en el Trinity College (Cambridge). Tras un curso de Embriología impartido por Michael Foster en 1871, Balfour comenzó a interesarse por la morfología. 
Después de graduarse, fue elegido para ocupar una de las plazas de la Universidad de Cambridge en la estación zoológica de Nápoles. 
En 1878 Balfour publicó un trabajo monográfico recopilando una serie de artículos sobre los Elasmobranchii que arrojó nueva luz sobre el desarrollo de varios órganos en los vertebrados. 
Su siguiente trabajo fue un largo tratado titulado Embriología comparada: el primer volumen, publicado en 1880, trataba de los invertebrados y el segundo, aparecido un año más tarde, de los vertebrados. En 1882, con 32 años, Balfour ocupó la cátedra de Morfología animal. Siete meses después, Balfour moría en un accidente de montaña durante el ascenso del Mont Blanc.

## Obra
Balfour fue uno de los más célebres fundadores de la embriología evolutiva, convirtiéndose en un antecedente de la moderna evo-devo. Su Tratado sobre embriología comparada (1880 - 1881) fue escrito tanto para ofrecer un fundamento embriológico a la filogenia como para dotar de un contexto evolutivo a los estudios sobre la organogénesis. 

### La teoría de las capas germinales
Partiendo de la homología embriológica entre las capas germinales, su primera gran contribución, por encargo de Michael Foster, consistió en demostrar la homología entre el nodo de Hesen y el blastoporo.
Balfour demostró la independencia formativa del mesodermo respecto al ectodermo y el mesodermo. Por otro lado, defendió que la distinción entre mesodermo y endodermo residía en su diferente modo de formación y no en su apariencia. A partir de sus observaciones sobre las capas germinales, Balfour defendió dos tesis evolutivas: 1) la formación del endodermo y el mesodermo en embriones de pollo es distinta de su formación en anfibios; 2) la formación del mesodermo es secundaria en los invertebrados y primaria en los pájaros.

### La ley biogenética
Al igual que Johannes Müller, Balfour defendió la actuación de la selección natural sobre el desarrollo temprano, mostrándose escéptico ante la idea de que en los primeros estadios de la embriogénesis la forma estuviera totalmente desligada de la función. De este modo, se distanciaba de los excesos especulativos de Haeckel, oponiéndose también a la concepción lineal del desarrollo humano (invertebrados = vertebrados = hombre) 
A partir de sus observaciones sobre los estadios larvarios de varios grupos animales, Balfour trató de descubrir las formas ancestrales comunes a todos los metazoa. 
En cuanto al origen de los vertebrados, Balfour defendió una variante de la teoría anélida abanderada por Dohrn y Semper. Según Balfour, el ancestro común hipotético de vertebrados y anélidos (Protochordata) poseía notocordio, una boca ventral suctorial y numerosos arcos branquiales. Los amphioxus y las ascidias serían productos degenerados de los protocordados